# Ilaria Porceddu
Ilaria Porceddu (Cagliari, 16 ottobre 1987) è una cantautrice italiana.

## Biografia

### Castrocaro, X Factor eSuono naturale
Inizia la carriera musicale all'età di sei anni, frequentando una scuola di musica ad Assemini (CA), studiando canto e pianoforte.
Nel 1999 entra a far parte di un gruppo omaggio al cantautore italiano Fabrizio De André, girando in tour la Sardegna e il resto d'Italia per circa quattro anni. Il sodalizio con il gruppo si interrompe quando la cantante decide di intraprendere la carriera musicale da solista.
Ottiene inizialmente discreti successi a livello locale partecipando e vincendo nel 2003 il Festival della Sardegna, mentre nel 2004 vince il Festival di Castrocaro.
Nel 2008 partecipa al tour L'uomo delle stelle di Ron, e nello stesso anno partecipa alla prima edizione di X Factor nella squadra 16-24 di Mara Maionchi. La cantante viene eliminata in semifinale contro Tony Maiello dalla stessa Maionchi; tuttavia ottiene un contratto con la Sony BMG e un nono posto nella Top Singoli con la cover di un brano di Lisa, Oceano.  Di conseguenza, il 27 giugno 2008 pubblica il suo primo album Suono naturale, anticipato dall'omonimo singolo e seguito, l'anno successivo, dal singolo Stella che cadi.
Nello stesso anno apre i concerti di Gino Paoli.
Dopo l'esperienza televisiva la Porceddu entra a far parte di compagnie teatrali e nel 2010 partecipa al musical Il pianeta proibito di Luca Tommassini. In seguito reciterà nel musical Alice - Il musical. Nel 2011 scrive le musiche dello spettacolo teatrale in prosa Lisa di Lorenzo Gioielli.

### Sanremo Giovani 2013 eIn Equilibrio
Nel 2011 firma con l'etichetta indipendente D'Altro Canto e nel settembre dello stesso anno tenta di accedere nella categoria giovani al Festival di Sanremo 2012 con il brano Libera; la cantante viene però scartata.
Nel giugno del 2012 presenta Personale, uno spettacolo musicale ispirato alle sonorità e alle tradizioni della sua terra d'origine. Da questo concerto nascerà, in collaborazione con l'artista italo-svizzera Valentina De' Mathà, un docufilm e un catalogo d'arte. Nell'autunno dello stesso anno ci riprova con la canzone In equilibrio ed il 3 dicembre viene comunicata la sua ammissione al Festival di Sanremo 2013. Si classifica seconda alle spalle di Antonio Maggio.
In concomitanza con il festival esce il suo secondo album di inediti, che la vede in veste di cantautrice, dal titolo In equilibrio. L'album debutta alla 69ª posizione della Classifica FIMI Album, per poi raggiungere in quella seguente la 48ª posizione.
Il 17 maggio 2013 viene estratto dall'ultimo album il singolo Movidindi (in italiano Muoviti), brano dedicato all'universo femminile, in parte cantato in lingua sarda, il quale si concentra sul diritto alla libertà delle donne. Il 4 marzo 2014 esce il nuovo singolo estratto da In equilibrio scritto da Lucio Dalla dal titolo Mai mai.

### Teatro eDi questo parlo io
Dal 9 settembre la cantante sarda prende parte allo spettacolo teatrale "Strimpelli e Vinile", insieme ad Attilio Fontana ed Emiliano Reggente. Il 16 ottobre 2016, giorno del suo compleanno, viene pubblicata Sas Arvures, la prima traccia del suo imminente lavoro discografico, nella versione speciale scritta per il cortometraggio Per Anna di Francesca Scanu e Andrea Zuliani. Il 31 marzo 2017 esce il singolo Sette cose, che anticipa l'uscita del nuovo album..Il 7 aprile 2017 esce il suo terzo album, intitolato Di questo parlo io, che contiene anche un duetto con Max Gazzè.

### "Sa Coia" e il nuovo album
Il 12 giugno 2020 è uscito il nuovo singolo Sa coia per celebrare il suo ritorno nella sua isola dopo aver vissuto per lunghissimo tempo a Roma. Il brano è stato registrato e ripreso durante il concerto ‘Chena Lacanas’ il 13 Gennaio 2020 a Palazzo Siotto, Cagliari. La Produzione è della Fondazione Siotto. Questo singolo segna il ritorno di Ilaria dopo 3 anni dall'uscita dell'album Di questo parlo io e sarà il singolo apripista del suo nuovo progetto discografico che vedrà luce nel 2022.

## Discografia

### Album in studio
- 2008 – Suono naturale
- 2013 – In equilibrio
- 2017 – Di questo parlo io